# US 1
US 1, U.S. Route 1 — шоссе, проходящее по восточному побережью США, от Форт-Кента на границе с Канадой (штат Мэн) до Ки-Уэста (штат Флорида). Общая протяжённость магистрали — 3825 километров (2377 миль). Шоссе проходит через большую часть больших городов восточного побережья США: Майами, Колумбия, Кэри, Роли, Ричмонд, Вашингтон, Балтимор, Филадельфия, Ньюарк, Нью-Йорк, Нью-Хэвен, Провиденс, Бостон, Портлэнд.
US 1 — самое восточное из основных шоссе США, проходящих с севера на юг, но есть области, где оно не является самой восточной частью системы магистралей. Большие части US 9, US 13, US 17 и US 301 занимают коридоры, более близкие к побережью Атлантического океана. Когда система магистралей планировалась в 1920-х годах, трасса US 1 в основном прошла по уже существовавшему Атлантическому Шоссе (the Atlantic Highway), которое следовало по линии спада между плато Пидмонт и равниной Атлантического побережья. В то время шоссе, расположенные восточнее, были низкого качества и не обслуживали крупные населённые центры.
До начала строительства системы межштатных автомагистралей в 1950-х годах US 1 было одной из основных транспортных артерий, соединяющей штаты восточного побережья. Однако после окончания строительства автомагистрали I-95, трасса которой проходит на всём протяжении от Мэна до Флориды по большей части параллельно и недалеко от US 1, последнее стало служить, в основном, в качестве трассы для местного сообщения.

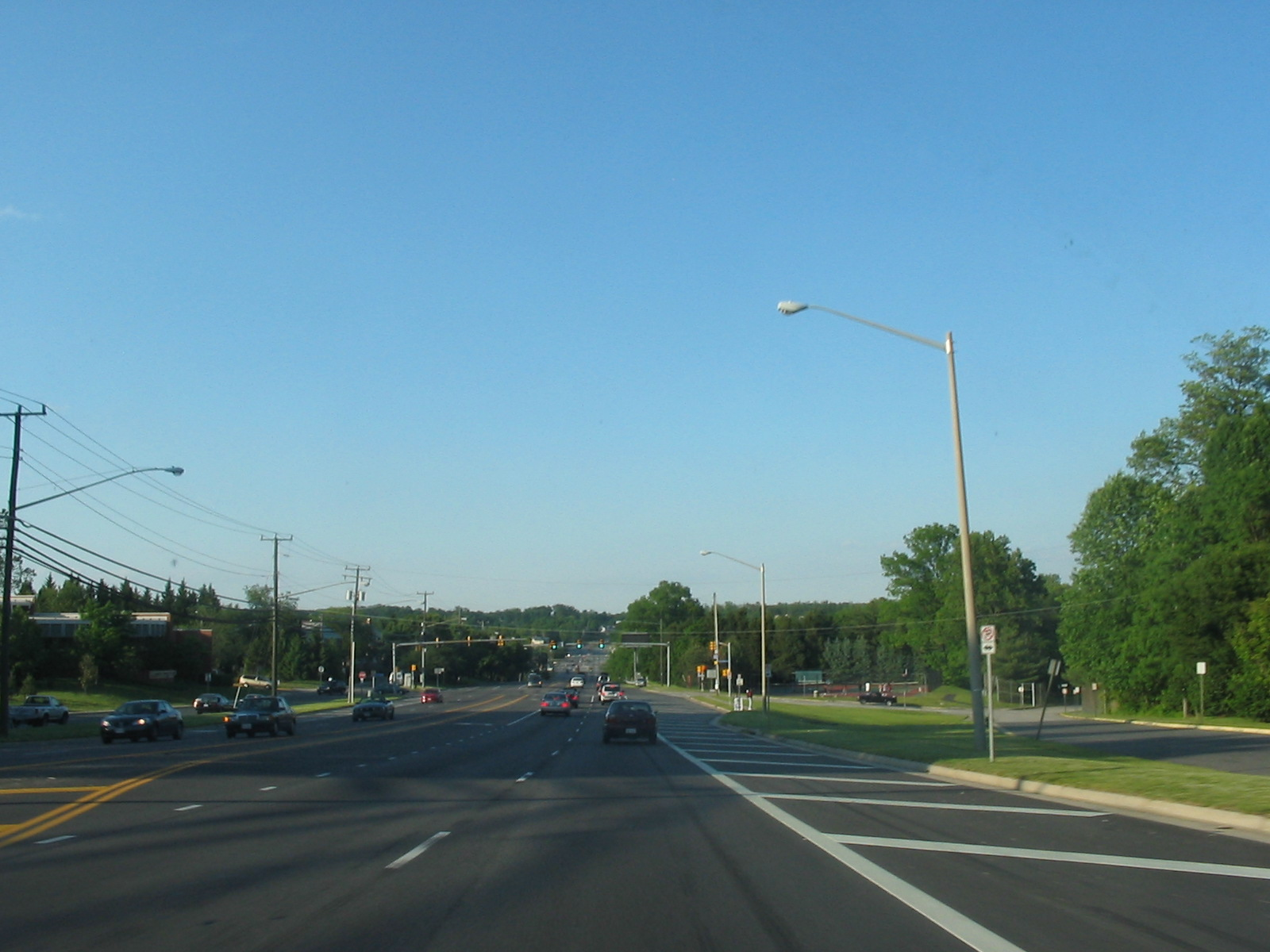
US 1 в Виргинии

На основном своём протяжении US 1 представляет собой шоссе с пересечениями в одном уровне, однако на некоторых участках оно переходит в автомагистраль. Проходя по территории многих населённых пунктов, US 1 является частью их уличной сети.
На 50-километровом участке в Нью-Джерси, между городом Вудбридж и мостом Джорджа Вашингтона, трасса US 1 совпадает с трассой шоссе US 9, а на самом мосту также и с трассой I-95.